# Chicago Med (seizoen 6)
Dit artikel vat het zesde seizoen van Chicago Med samen. Dit seizoen liep van 11 november 2020 tot en met 26 mei 2021.

## Rolverdeling

### Hoofdrollen
- Nick Gehlfuss - dr. Will Halstead
- Torrey DeVitto - dr. Natalie Manning
- Brian Tee - dr. Ethan Choi
- Oliver Platt - dr. Daniel Charles
- Dominic Rains - dr. Crockett Marcel
- S. Epatha Merkerson - hoofd S.H. Sharon Goodwin
- Yaya DaCosta - verpleegster April Sexton
- Marlyne Barrett - verpleegster Maggie Lockwood

### Terugkerende rollen
- Tehmina Sunny - dr. Sabeena Virani (vertegenwoordiger van Kender Pharmaceutical)
- Roland Buck III - dr. Noah Sexton
- Steven Weber - dr. Dean Archer
- Nate Santana - dr. James Lanik
- Brennan Brown - dr. Samuel Abrams
- Jeremy Shouldis - dr. Marty Peterson
- Adam Poss - dr. Dylan Driskell
- Lorena Diaz - verpleegster Doris
- Marie Tredway - verpleegster Trini
- Lynnette Li - verpleegster Nancy
- Jodi Kingsley - Madeline Gastern (medewerkster kinderbescherming)
- Margaret Colin - Carol Conte
- Charlie Farrell - Mark Barragan
- Benny Mora - Mike
- Hannah Riley - Anna
- Jill Abramovitz - Susan Charles
- Charles Malik Whitfield - Ben Campbell
- Hampton Fluker - Michael Goodwin
- Christopher Farrar - Auggie
- Asjha Cooper - Vanessa Taylor

### Cross-overrollen

#### Chicago Fire
- Kara Killmer - paramedicus Sylvie Brett
- Hanako Greensmith - paramedicus Violet Mikami
- Joe Minoso - brandweerman Joe Cruz

#### Chicago P.D.
- LaRoyce Hawkins - agent Kevin Atwater

## Afleveringen
| Nr. | Aflevering | Titel                                    | Regisseur          | Schrijver(s)                       | Selectie gastrollen | Uitzenddatum     |  |
| --- | ---------- | ---------------------------------------- | ------------------ | ---------------------------------- | --- | ---------------- |  |
| 104 | 1          | When Did We Begin to Change?             | Michael Pressman   | Diane Frolov Andrew Schneider      | Michelle Hurst - Beverly MacNeal Tom Choi - Martin Lieu Brenna DiStasio - Anita Palmer Jessy Schram - dr. Hannah Asher                                                                    | 11 november 2020 |  |
| Wanneer Covid-19 wereldwijd om zich heen grijpt, weet het personeel van de eerste hulp zich hieraan aan te passen. Dr. Halstead heeft zijn handen vol aan een patiënt met een bezeerde arm die constant valt, en hij begint te vermoeden dat hij waarschijnlijk een alcoholist is. Tevens krijgt dr. Hannah Asher, de vriendin van dr. Halstead, een terugslag in haar gevecht tegen haar drugsverslaving. Dr. Marcel en dr. Manning krijgen te maken met een patiënt waar de kanker weer teruggekeerd is. Dr. Choi en April worden aangesteld als leiding van de Covid-19 afdeling, en krijgen meteen te maken met overvloed van patiënten. Dr. Charles moet in quarantaine nadat hij in aanraking is geraakt met Covid-19. Sharon moet noodgedwongen van huis uit werken vanwege haar zwakke gezondheid. |            |                                          |                    |                                    | |                  |  |
| 105 | 2          | Those Things Hidden in Plain Sight       | John Polson        | Stephen Hootstein Daniel Sinclair  | Danielle Moné Truitt - dr. Angela Douglas Marc Grapey - Peter Kalmick Courtney Rioux - Dominique La'Shea Charin Alvarez - Alejandra Cruz                                                  | 18 november 2020 |  |
| Wanneer Sharon meedeelt dat dr. Choi de nieuwe hoofd wordt van de eerste hulp, komt dit hard aan bij dr. Halstead. Een jonge patiënte wordt binnengebracht met ernstig ademhalingsproblemen, en later wordt haar moeder ook opgenomen nadat zij in contact is gekomen met Covid-19. Dr. Manning behandelt een zwangere patiënte die een gevangenisstraf uitzit voor mishandeling, maar raakt echter gefrustreerd wanneer de bewaakster van de patiënte zich met de behandeling begint te bemoeien. Dr. Charles en dr. Marcel krijgen een conflict over therapie die dr. Marcel behoort te ondergaan. Dr. Charles krijgt te maken met familieproblemen. |            |                                          |                    |                                    | |                  |  |
| 106 | 3          | Do You Know the Way Home?                | Mykelti Williamson | Jeff Drayer Gabriel L. Feinberg    | Lynne Lipton - ms. Webb Linda Reiter - mrs. Bissett Elena Marisa Flores - agente Rosado Caitlan Taylor - paramedicus Michelle                                                             | 13 januari 2021  |  |
| Dr. Charles, dr. Choi en April behandelen een tienerpatiënte, en krijgen dan al snel een vermoeden dat zij op zeer jonge leeftijd slachtoffer werd van kindontvoering. Dr. Halstead en Maggie behandelen een patiënte op leeftijd met hartproblemen, en krijgen dan te maken met de bemoeienis van haar dochter die haar mantelzorger is. Dr. Marcel krijgt een patiënte onder zijn hoede die een ex uit zijn verleden blijkt te zijn. Dr. Manning behandelt patiënten via zoom, en krijgt dan een patiënte die doodsbang is om zich fysiek te laten behandelen in het ziekenhuis. Dr. Choi en April krijgen een heftige woordenwisseling wanneer hij haar verplicht terug te keren naar de eerste hulp vanuit de Covid-19 afdeling.                                                                       |            |                                          |                    |                                    | |                  |  |
| 107 | 4          | In Search of Forgiveness, Not Permission | Milena Govich      | Eli Talbert Paul R. Puri           | Burgess Jenkins - dr. Todd Lowry Bella Ortiz - Isabella Stephen Spencer - dr. Tom Mayfield Brooke Reams - verpleegster Holly Palmer                                                       | 27 januari 2021  |  |
| Sharon keert na haar verplichte quarantaine van Covid-19 weer terug op de eerste hulp. Dr. Choi behandelt een dokter die operaties op zichzelf uitvoert, om zo zijn lichaam in zijn ogen perfect te maken en roept de hulp in van dr. Charles. Later raakt dr. Choi zo gefrustreerd van de behandeling door dr. Charles dat hij zijn hand kapot slaat op een handdoekdispenser. Dr. Marcel en dr. Manning zetten hun carrières op het spel wanneer zij een patiënt behandelen die in het verleden een verkeerde diagnose heeft gekregen. Dr. Halstead heeft grote moeite om vrijwilligers te vinden voor zijn klinische onderzoeksprogramma, en krijgt dan onverwachts hulp van April. |            |                                          |                    |                                    | |                  |  |
| 108 | 5          | When Your Heart Rules Your Head          | Mykelti Williamson | Safura Fadavi Meridith Friedman    | Marc Grapey - Peter Kalmick Obba Babatundé - James Coleman Anthony Irons - Alvin Booker Bonnie Bower Claire Bassett                                                                       | 3 februari 2021  |  |
| Dr. Choi raakt verzeild in een onmogelijke situatie wanneer de broer van April, dr. Sexton, een zwaar depressieve man behandelt en hem niet tegenhoudt wanneer hij zelfmoord pleegt. Nu moet dr. Choi beslissen of hij dr. Sexton aan gaat geven of gaat liegen bij de autoriteiten, dit omdat hulp bij zelfmoord strafbaar is. Dr. Halstead zet alles op alles om zijn klinisch onderzoek door te laten gaan. Dr. Charles wil alles doen om zo voogdij over zijn dochter Anna te behouden, dit omdat haar moeder plannen heeft om met haar te verhuizen naar Arizona. Ondertussen zoekt Anna dr. Manning op omdat zij een positieve zwangerschapstest heeft. Dr. Marcel en dr. Manning praten ondertussen over hun ontluikende liefde tussen hun beide.                                                   |            |                                          |                    |                                    | |                  |  |
| 109 | 6          | Don't Want to Face This Now              | Milena Govich      | Melissa R. Byer Treena Hancock     | Charlie Bodin - Eric Bowman Amy Rapp - Carol Bowman Christopher Farrar - Auggie Destini Huston - Cindy Morales Linda Reiter - mrs. Bissett Kiera Prinz - Kelly Bissett                    | 10 februari 2021 |  |
| Dr. Marcel en dr. Manning behandelen een patiënt die een verkeerde diagnose heeft gekregen, en nu een levensgevaarlijke kankertumor heeft. Wanneer de patiënt de hoop opgeeft wordt dit persoonlijk voor dr. Marcel. Dr. Choi en April behandelen een patiënt met een onverklaarbare extreme pijn in zijn kaak. Maggie ziet haar hoop in het vinden van een leverdonor voor Auggie in rook opgaan. Dr. Charles ontdekt tot zijn ontsteltenis dat zijn minderjarige dochter zwanger is, en confronteert haar hiermee. Dr. Halstead overweegt om ergens anders een carrière op te starten. |            |                                          |                    |                                    | |                  |  |
| 110 | 7          | Better Is the Enemy of Good              | Charles S. Carroll | Diane Frolov Andrew Schneider      | Jim Ortlieb - dr. Richard Cohen Nathan Hosner - Ron Kelton Jerre Dye - Tim Kelton Eric Epps - Antoine Carter Ericka Ratcliff - Maxine Carter                                              | 17 februari 2021 |  |
| Dr. Halstead zoekt naar antwoorden wanneer een van zijn kandidaten van het klinisch onderzoek onverklaarbare complicaties krijgt. Dr. Marcel en dr. Manning behandelen een patiënt met agressieve kanker, die eerst als diagnose longontsteking kreeg. Dr. Choi krijgt complicaties nadat hij te snel aan het werk is gegaan na een operatie aan zijn galblaas. Dr. Charles onderzoekt een collega die waarschijnlijk lijdt aan een psychische aanval. Michael, de zoon van Sharon, wordt door dr. Abrams op zijn nummer gezet omdat hij het ziekenhuisprotocol niet heeft opgevolgd, en dit zorgt ervoor dat Sharon hem ook hierop aanspreekt. Maggie ontdekt dat Auggie nog een oudere biologische broer in Californië heeft, en dat zijn adoptieouders Auggie willen ontmoeten.                         |            |                                          |                    |                                    | |                  |  |
| 111 | 8          | Fathers and Mothers, Daughters and Sons  | John Polson        | Safura Fadavi Meridith Friedman    | Ericka Ratcliff - Maxine Carter Eric Epps - Antoine Carter K.D. O'Hair - Tally Sanders Benny Mora - Mike Sanders Margaret Colin - Carol Conte                                             | 10 maart 2021    |  |
| Dr. Marcel behandelt de moeder van dr. Manning nadat zij flauw viel door hartproblemen. De spanningen lopen hoog op wanneer dr. Halstead zich met het behandelen gaat bemoeien. Dr. Choi neemt zijn oude leermeester aan als arts op de eerste hulp, en later wil hij dr. Choi bevelen geven wat weer irritaties geeft bij April. Dr. Charles behandelt een patiënte die ervan overtuigd is dat haar babypop haar onlangs overleden baby is. Ondertussen moet dr. Charles zich erbij neerleggen dat zijn dochter Anne met haar moeder naar Arizona verhuist, maar dan hoort hij tot zijn verrassing dat Anne in Chicago mag blijven. Maggie ontdekt dat de adoptieouders van de biologische broer van Auggie hem ook willen adopteren.                                                                     |            |                                          |                    |                                    | |                  |  |
| 112 | 9          | For the Want of A Nail                   | S.J. Main Muñoz    | Stephen Hootstein Daniel Sinclair  | Cordelia Dewdney - Ramona Davis Sola Thompson - Tionne Jefferson Julie Proudfoot - dr. Amy Watkins Rene L. Moreno - Hector Campos Monica Orozco - Louisa Campos                           | 17 maart 2021    |  |
| Dr. Charles behandelt een patiënte die per ongeluk met een nietpistool een nagel in haar voet heeft geschoten. Maggie ontfermt zich over een vrouw die medische klachten krijgt, en met spoed naar de eerste hulp moet. Dr. Archer is niet blij met de relatie tussen dr. Marcel en dr. Manning, en geeft dit aan bij dr. Choi. Ondertussen proberen dr. Marcel en dr. Manning balans te vinden tussen hun relatie en hun werk. |            |                                          |                    |                                    | |                  |  |
| 113 | 10         | So Many Things We've Kept Buried         | Martha Mitchell    | Jeff Drayer Paul R. Puri           | Barzin Akhavan - Arash Mehti Arash DeMaxi - zoon van Arash Mehti Wesley Truman Daniel - Brian Norris Lindsay Musil - Emily Norris Kate Romond - Katie Daniels Sally Murphy - Mary Daniels | 31 maart 2021    |  |
| April wordt naar een plek buiten het ziekenhuis gestuurd waar een ernstig ongeval is gebeurd, en verricht daar een ingreep die eigenlijk alleen door een dokter uitgevoerd mag worden. Dr. Choi en dr. Halstead zijn het oneens over de behandelplan van een zwangere patiënte met hartklachten. Dr. Marcel moet een moeilijke operatie uitvoeren op een patiënt met een stuk metaal in zijn borst, en dit kan ernstige complicaties veroorzaken. |            |                                          |                    |                                    | |                  |  |
| 114 | 11         | Letting Go Only to Come Together         | S.J. Main Muñoz    | Eli Talbert Gabriel L. Feinberg    | Vincent Jamal Hooper - Montez Price Montez Price - Lisa Holtzman Heather Headley - Gwen Garrett Rita Simon - Gina Caine                                                                   | 7 april 2021     |  |
| April wordt weer naar de Covid-19 afdeling gestuurd, en een van haar acties daar brengt ferme consequenties met zich mee. Dr. Charles behandelt een patiënt met een hersentumor die een aanval krijgt tijdens zijn behandeling. Dr. Marcel behandelt nog steeds de moeder van dr. Manning, en hij begint bij haar in de smaak te vallen. Dr. Choi en dr. Varani behandelen een jonge atlete met hartproblemen, en dit terwijl zij zich aan het opmaken was om deel te nemen aan de US Open. |            |                                          |                    |                                    | |                  |  |
| 115 | 12         | Some Things Are Worth the Risk           | Carl Weathers      | Melissa R. Byer Treena Hancock     | Hanako Greensmith - paramdicus Violet Mikami Cordelia Dewdney - Ramona Davis Jaq Seifert - dr. Nic Young Kumiko Konishi - Holly Forbes Holly Forbes - Robert Forbes                       | 21 april 2021    |  |
| Dr. Manning krijgt te horen dat de conditie van haar moeder steeds slechter wordt, en dan neemt zij drastische maatregelen om haar leven te redden. Dr. Charles ontmoet een vroegere patiënte van hem, en ontdekt dat zij een gif in heeft genomen om zo hem te dwingen haar te behandelen. Dr. Choi is bang dat dr. Archer last krijgt van PTSD stoornissen terwijl hij bezig is met patiënten. Dr. Halstead sluit vrede met dr. Virani voor zijn acties tijdens een kritische behandeling. |            |                                          |                    |                                    | |                  |  |
| 116 | 13         | What A Tangled Web We Weave              | Bethany Rooney     | Safura Fadavi Ryan Michael Johnson | Jessica Eleanor Grant - Wendy Miller Courtney Rioux - paramedicus Courtney Elena Marisa Flores - agente Rosado Rachel Kang - Kathleen Jamison                                             | 5 mei 2021       |  |
| Sharon raakt betrokken bij een ongeluk waarbij een jongen zwaar gewond raakt, en opgenomen moet worden in haar ziekenhuis. Het wordt nog erger als blijkt dat de jongen een riskante hersenoperatie moet ondergaan. Dr. Manning heeft stiekem medicijnen weggenomen voor haar moeder uit het klinisch onderzoek van dr. Halstead, en nu ontdekt zij dat hij op zoek is naar deze medicijnen en begint zich zorgen te maken. Maggie denkt erover om contact te zoeken met haar biologische dochter, die zij bij haar geboorte weg heeft gegeven voor adoptie. April komt in een ongemakkelijke situatie terecht wanneer dr. Archer haar een behandeling laat uitvoeren die alleen een dokter mag doen. |            |                                          |                    |                                    | |                  |  |
| 117 | 14         | A Red Pill, a Blue Pill                  | Michael Berry      | Stephen Hootstein Daniel Sinclair  | Danny Flaherty - Neil Dietrich Jaq Seifert - dr. Nic Young Michael Vaughn Shaw - X-Ray medewerker Mike Veronica Mejia - Rosa Fuentes Edgar Miguel Sanchez - Edgar Funtes                  | 12 mei 2021      |  |
| De moeder van dr. Manning krijgt een ernstig terugval, en wordt met spoed naar het ziekenhuis gebracht. Dr. Halstead krijgt ernstige vermoedens dat dr. Manning verantwoordelijk is voor de vermiste medicijnen. April begint zich zorgen te maken over de behandelwijze van dr. Archer, die een patiënt tegen zijn wil verdovende medicijnen heeft gegeven om hem zo toch te kunnen behandelen. Maggie is geschokt als zij ontdekt dat haar biologische dochter in haar ziekenhuis komt te werken als medisch studente. |            |                                          |                    |                                    | |                  |  |
| 118 | 15         | Stories, Secrets, Half-Truths and Lies   | Michael Waxman     | Jeff Drayer                        | Jaq Seifert - dr. Nic Young Nicole Boucher - Mindy Kline Kelly Anne Clark - dr. Anne Garner Jami Tennille - mrs. Kline Brit Whittle - Mark Kline                                          | 19 mei 2021      |  |
| De moeder van dr. Manning wordt met spoed naar het ziekenhuis gebracht vanwege nieuwe complicaties. De wanhoop slaat bij haar toe als blijkt dat zij een harttransplantatie nodig heeft. Dr. Archer en dr. Choi behandelen een patiënt met een hersenbeschadiging die een behandeling weigert. Dr. Charles wordt door een vroegere patiënte onder druk gezet om haar te behandelen, als hij dit weigert dan dreigt zij zichzelf iets aan te doen. Maggie ontmoet de adoptieouders van haar biologische dochter. |            |                                          |                    |                                    | |                  |  |
| 119 | 16         | I Will Come to Save You                  | Michael Pressman   | Diane Frolov Andrew Schneider      | Elya Baskin - dr. Mischa Lenkov Danny Flaherty - Neil Dietrich Ato Essandoh - dr. Isidore Latham Deanna Myers - dr. Betty Dunn Wendye Clarendon - Ellen Scott                             | 26 mei 2021      |  |
| De moeder van dr. Manning krijgt een tweede kans wanneer zij een nieuw hart krijgt. Dr. Choi en dr. Archer begeven zich op glad ijs wanneer zij een oudere patiënt behandelen. Dr. Halstead moet de consequenties aanvaarden na de verdwijning van de medicijnen van zijn klinisch onderzoek. |            |                                          |                    |                                    | |                  |  |